# Naval Support Activity Mid-South
Activité de soutien naval du Mid-South
Le Naval Support Activity Mid-South (NSA Mid-South, NAVSUPPACT Mid-South, NSAMS), à Millington au Tennessee, est une base aéronavale de l'US Navy. Faisant partie de la Navy Region Southeast (en) de la marine et du commandement des installations de la marine, la NSA Mid-South sert de centre d'excellence des ressources humaines de la marine.
La base abrite plusieurs commandements et autres locataires militaires : 
- Bureau of Naval Personnel (en),
- United States Navy Recruiting Command (en),
- Navy Manpower Analysis Center [1],
- Bridge Company C' (6th ESB, 4th MLG) de l'United States Marine Corps Reserve
- Centre financier du Corps du génie de l'armée des États-Unis.

Plus de 7.500 militaires, civils et contractuels sont affectés ou travaillent sur la base, fournissant tout le soutien logistique et opérationnel essentiel aux commandements et aux activités à bord
Initialement établi sous le nom de Park Field, c'était l'un des trente-deux camps de l' United States Army World War I Flight Training (en) après l'entrée des États-Unis dans la Première Guerre mondiale en avril 1917. Au fur et à mesure que la base a évolué et changé, son impact sur la région a également évolué. Il joue un rôle important dans la communauté et est l'un des plus grands employeurs de l'État du Tennessee.

## Participation de la communauté militaire

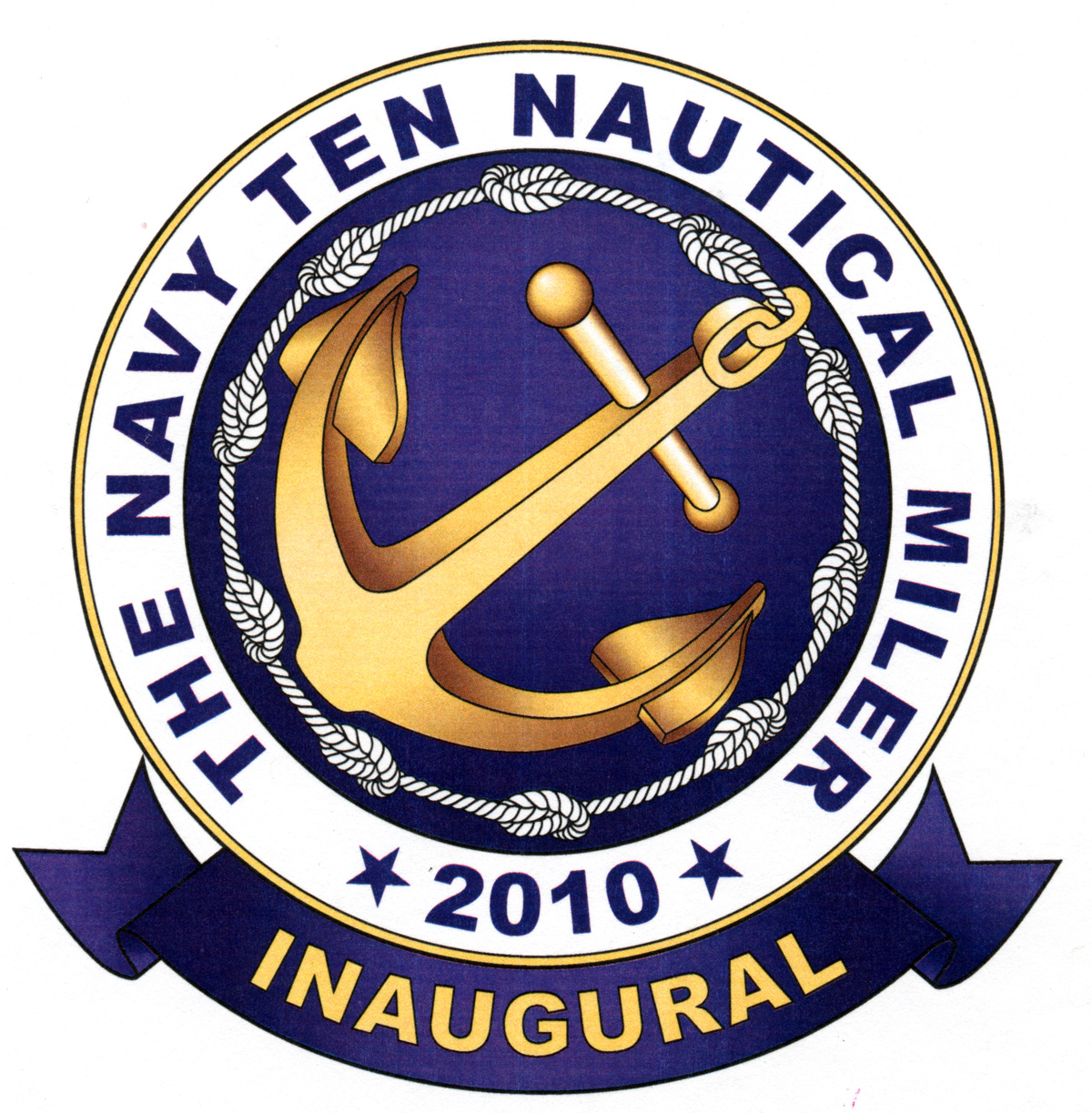
Insigne du Navy Ten Nautical Miler

Tout au long de l'année, le NSA Mid-South s'associe aux communautés de Millington et Memphis pour mettre en place plusieurs projets :
- Flag City Freedom Celebration : le feu d'artifice annuel du 4 juillet, qui attire plus de 40.000 visiteurs à l'installation de loisirs de Navy Lake.
- National Night Out (en) :  un événement de sensibilisation de la police communautaire organisé le premier mardi d'août.
- Leadership Millington :  un programme de leadership parrainé par la chambre de commerce de Millington, qui comprend une journée de visite de la b&qe navale.
- Navy Ten Nautical Miler (en) : la première et la seule course mesurée en milles marins au lieu de milles terrestres. La course à pied de classe mondiale, destinée à remplacer la première course précédente de la Marine, le Blue Angels Marathon, attire des coureurs du monde entier.

## Historique
Initialement connu sous le nom de Park Field, l'établissement a été créé en tant que base d'entraînement de la Première Guerre mondiale en 1917. Il a été nommé d'après le First lieutenant Joseph D. Park, qui a été tué le 9 mai 1913 lorsque le biplan militaire qu'il pilotait a plongé le nez en premier dans un ravin, a fait un saut périlleux et s'est écrasé contre un arbre à Olive, en Californie, à 63 km au sud-est de Los Angeles. L'aviateur n'est tombé que de 15 pieds (4,6 m), mais le radiateur lui a écrasé la tête, puis est tombé sur son corps.

### Première Guerre mondiale
Les États-Unis sont entrés dans la Première Guerre mondiale le 6 avril 1917 et le Département de la Guerre des États-Unis a envoyé des officiers dans la région de Memphis pour inspecter les sites d'une école d'aviation. Le groupe a décidé d'un emplacement dans la région de Millington, à environ 26 km au nord-est de Memphis, un accord de location du terrain pour l'armée a été conclu par le Signal Corps de l'United States Army qui gérait l'aviation de l'armée américaine à ses débuts et a établi le site de Park Field en mai 1917. La construction d'une cinquantaine de bâtiments a commencé.

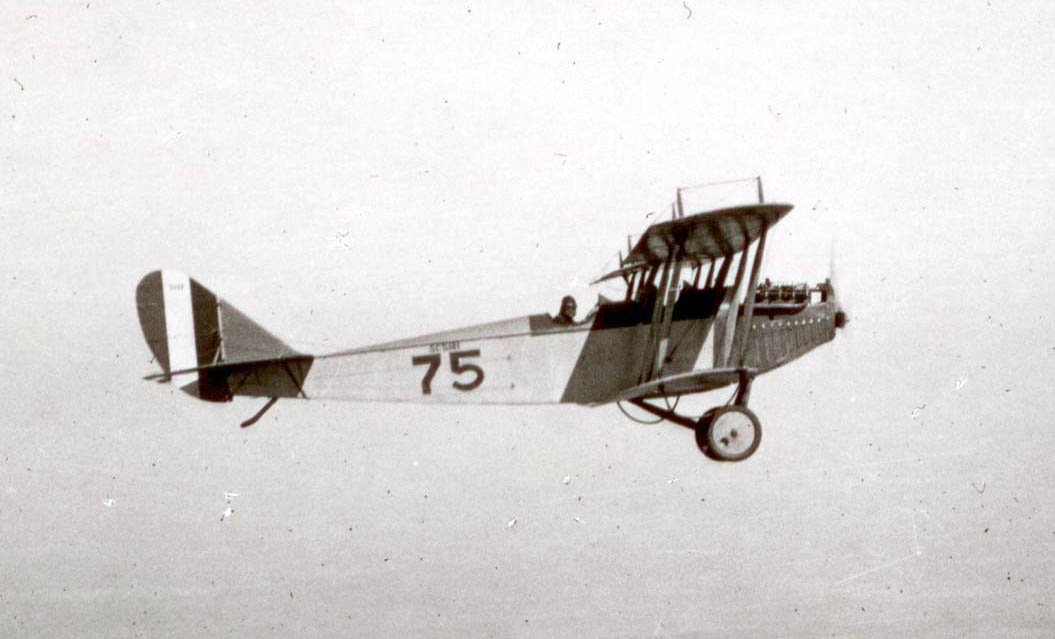
Curtiss JN Jenny

Park Field couvrait plus de 280 ha et pouvait accueillir jusqu'à 1.000 personnes. Des dizaines de bâtiments en bois servaient de quartier général, d'installations de maintenance et de logements pour les officiers. Les hommes de troupe devaient bivouaquer sous des tentes. La première unité stationnée là-bas était le 160th Aero Squadron, qui a été transféré de Kelly Field, au Texas, en novembre 1917. Quelques avions de l'United States Army Air Service sont arrivés avec le 160th, la plupart des Curtiss JN Jenny (en) devant être utilisés l'entraînement au vol. En 1917, la formation au pilotage se déroulait en deux phases : primaire et avancée. La formation primaire a duré huit semaines et consistait en des pilotes apprenant les compétences de vol de base dans le cadre d'une instruction en double et en solo avec une capacité d'élèves de 300. Après avoir terminé leur formation primaire, les cadets de vol ont ensuite été transférés dans une autre base pour une formation avancée.
En février 1918, les opérations aériennes battaient leur plein, mais avec la fin soudaine de la Première Guerre mondiale le 11 novembre 1918, le futur statut opérationnel de Park Field était inconnu. Les cadets en formation au pilotage le 11 novembre ont été autorisés à terminer leur formation, mais aucun nouveau cadet n'a été affecté à la base. Les activités d'entraînement au vol ont cessé en juillet 1919.

### Entre-deux-guerres
En mars 1920, le ministère de la Guerre acheta officiellement Park Field et une petite unité de gardien y fut affectée pour des raisons administratives. À cette époque, l'aérodrome a commencé à être le pionnier des routes de la poste aérienne à travers le Tennessee et les États environnants. L'aérodrome a décliné jusqu'à ce qu'il ne soit plus qu'une zone de stockage pour les avions et les pièces. En 1921, la décision a été prise de supprimer progressivement toutes les activités de la base conformément à des budgets militaires fortement réduits. Le ministère de la Guerre a ordonné à la petite force de gardiens de Park Field de démanteler toutes les structures restantes et de les vendre comme surplus. Le champ a été fermé et abandonné en janvier 1922.
Le Krach de 1929 et la Grande Dépression qui a suivi ont insufflé une nouvelle vie à Park Field. Au cours des années 1930, le champ a servi de camp de passage pour les chômeurs. En 1937, la Resettlement Administration (remplacée par la Farm Security Administration en 1937) a repris les terres et développé des fermes modèles utilisées pour démontrer ce qui pouvait être réalisé avec des terres correctement gérées. Park Field est resté sous la juridiction de la Farm Security Administration jusqu'à ce que les États-Unis entrent dans la Seconde Guerre mondiale en décembre 1941.

### Seconde Guerre mondiale

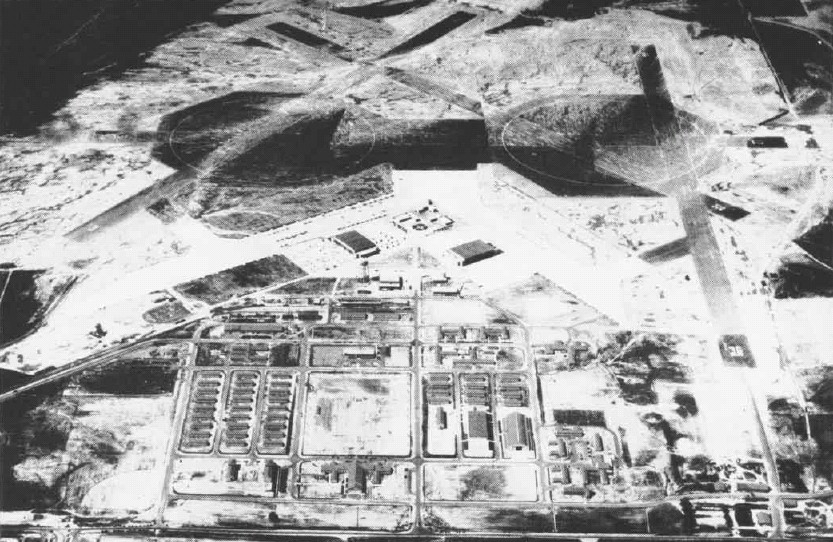
Vue aérienne de la Naval Air Station Memphis au milieu des années 1940

Tout comme le début de la Première Guerre mondiale avait donné naissance à Park Field en 1917, la déclaration de guerre du 8 décembre 1941 eut des résultats similaires, annonçant l'arrivée de l'aviation navale dans la région de Memphis. En février 1942, le Navy Shore Station Development Board' recommanda l'approbation d'une base d'aviation de réserve sur l'ancien site de Park Field. Le 15 septembre 1942, la marine américaine a mis en service la Naval Reserve Aviation Base du côté sud de la station.
Le 1er janvier 1943, la Naval Reserve Aviation Base est rebaptisée Naval Air Station Memphis. Pendant la guerre, elle était un centre de formation principal au vol pour les aviateurs. Elle avait une capacité de formation d'environ 600 cadets  et pouvait prendre en charge jusqu'à 10.000 cadets pour la formation du personnel au sol. L'installation a été agrandie à environ 1 400 ha et a soutenu 16 Naval outlying landing field (en) pour l'entraînement et les atterrissages d'urgence dans la région. En 1943, le centre de formation a été désigné comme le Naval Air Technical Training Center (NATT).

### Guerre froide
Dans le cadre de la consolidation des installations après la Seconde Guerre mondiale, le QG NATT a été transféré à la Naval Air Station Memphis en 1946 et toutes les opérations du commandement y ont été consolidées en 1947. En avril 1949, les fonctions de la base ont complètement changé et une nouvelle station aéronavale a été créée, différente à la fois dans sa portée et sa fonction. La  Naval Air Station Memphis (NAS Memphis) a assumé le soutien logistique de tous les commandements de la marine de Memphis, à l'exception de l'hôpital naval. Les limites comprenaient toutes les propriétés de la Marine des deux côtés de la route Millington-Arlington (Navy Road). NAS Memphis a poursuivi son rôle de soutien et de logistique pendant environ 50 ans. Elle est devenue une installation navale permanente pendant la guerre de Corée et, au cours des années 1950, elle a soutenu environ 13.000 membres du personnel naval en uniforme et civils. Pendant la guerre du Vietnam, 23.000 stagiaires  y ont été affectés et elle  a continué à fournir des services à la marine américaine dans les années 1990.

### Ère moderne
La Commission de réalignement et de fermeture de la base (BRAC) de 1993 a dirigé le réalignement de la base aéronavale de Memphis. Les segments les plus importants de cette action BRAC étaient les suivants :
- Suppression du Naval Air Technical Training Center (NATTC) de Memphis et création d'un nouveau NATTC Pensacola à Naval Air Station Pensacola, en Floride. (La BRAC a également dirigé la suppression de NADEP Pensacola).
- Déménagement de toutes les écoles d'aviation «A» et «C» de l'US Navy et de l' United States Marine Corps enrôlées au NATTC Memphis vers le NATTC Pensacola.
- Suppression de la Naval Air Reserve Memphis et suppression ou transfert/relocalisation de tous les aéronefs et escadrons d'aviation de la Naval Air Force Reserve et de la 4th Marine Aircraft Wing/Marine Air Reserve.
- Déménagement du Commandement du personnel de la marine (NAVPERSCOM)/Bureau du personnel naval (BUPERS) de Washington, dans des bâtiments et des installations précédemment occupés par le NATTC Memphis.

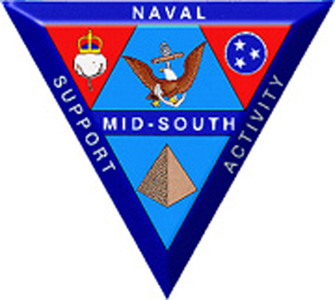
Insigne du NSA Mid-South

Le NAS Memphis a été renommé Naval Support Activity Memphis le 30 septembre 1995. Le nom a de nouveau été changé en Naval Support Activity Mid-South le 1er octobre 1998 pour identifier plus précisément les exigences de la mission de la base et pour refléter l'approche de la marine en matière de régionalisation.
En septembre 2015, la Bridge Company C, qui fait partie du 6th Engineer Support Battalion (en), 4th Marine Logistics Group, a dédié un nouveau bâtiment pour la Bridge Company au Naval Support Activity Mid-South.